# Mesdames de France

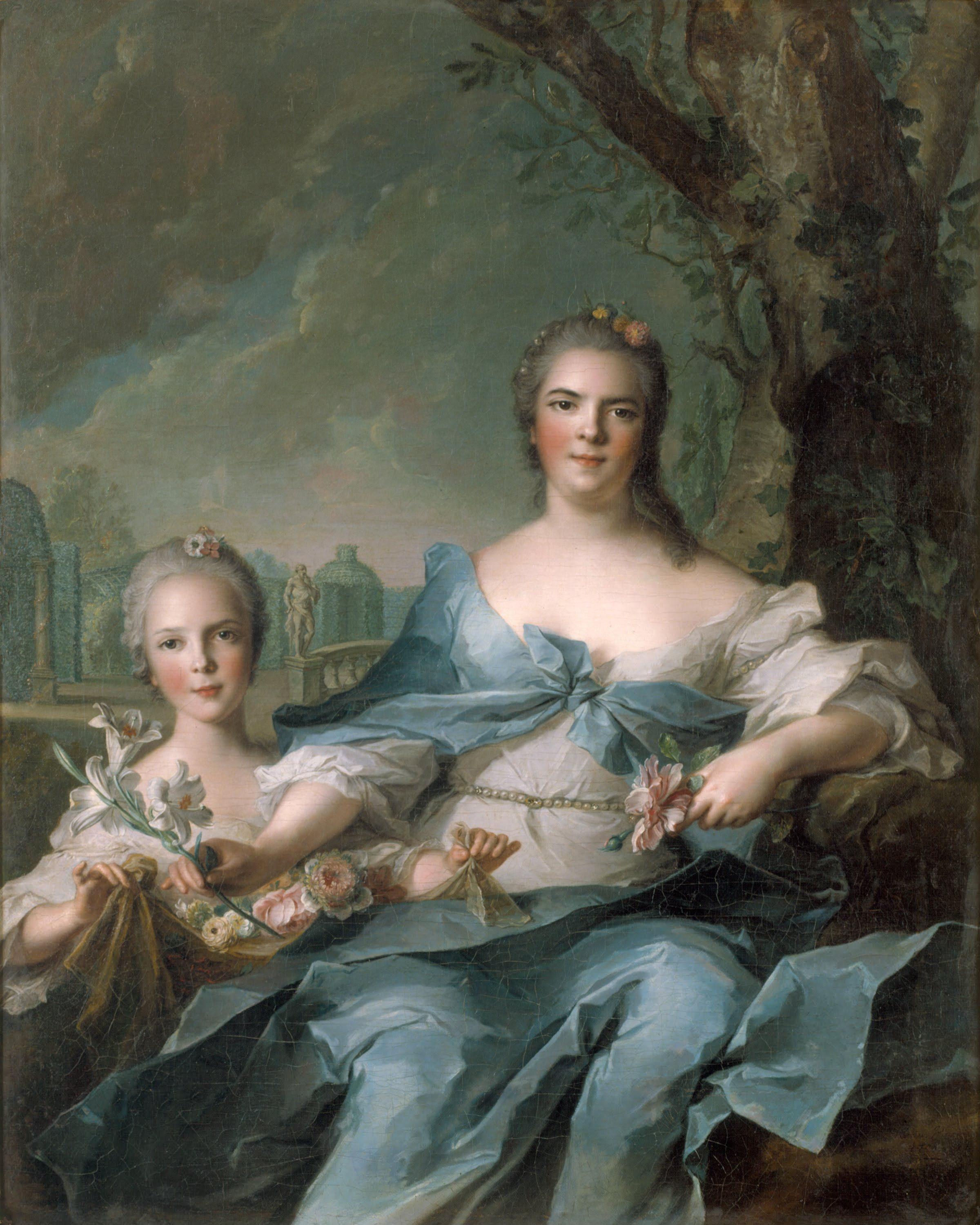
Luisa Elisabetta di Francia.

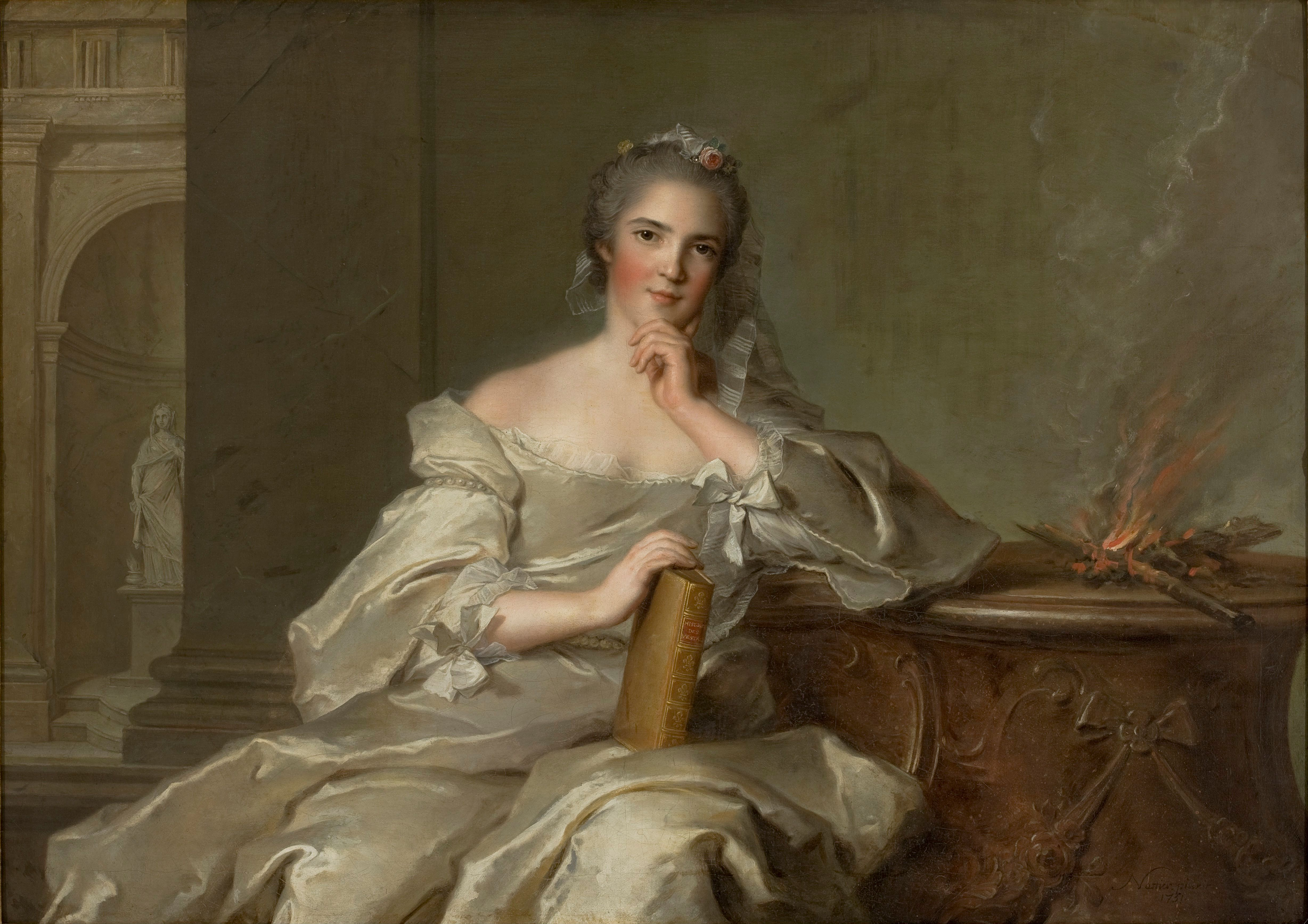
Enrichetta di Francia.

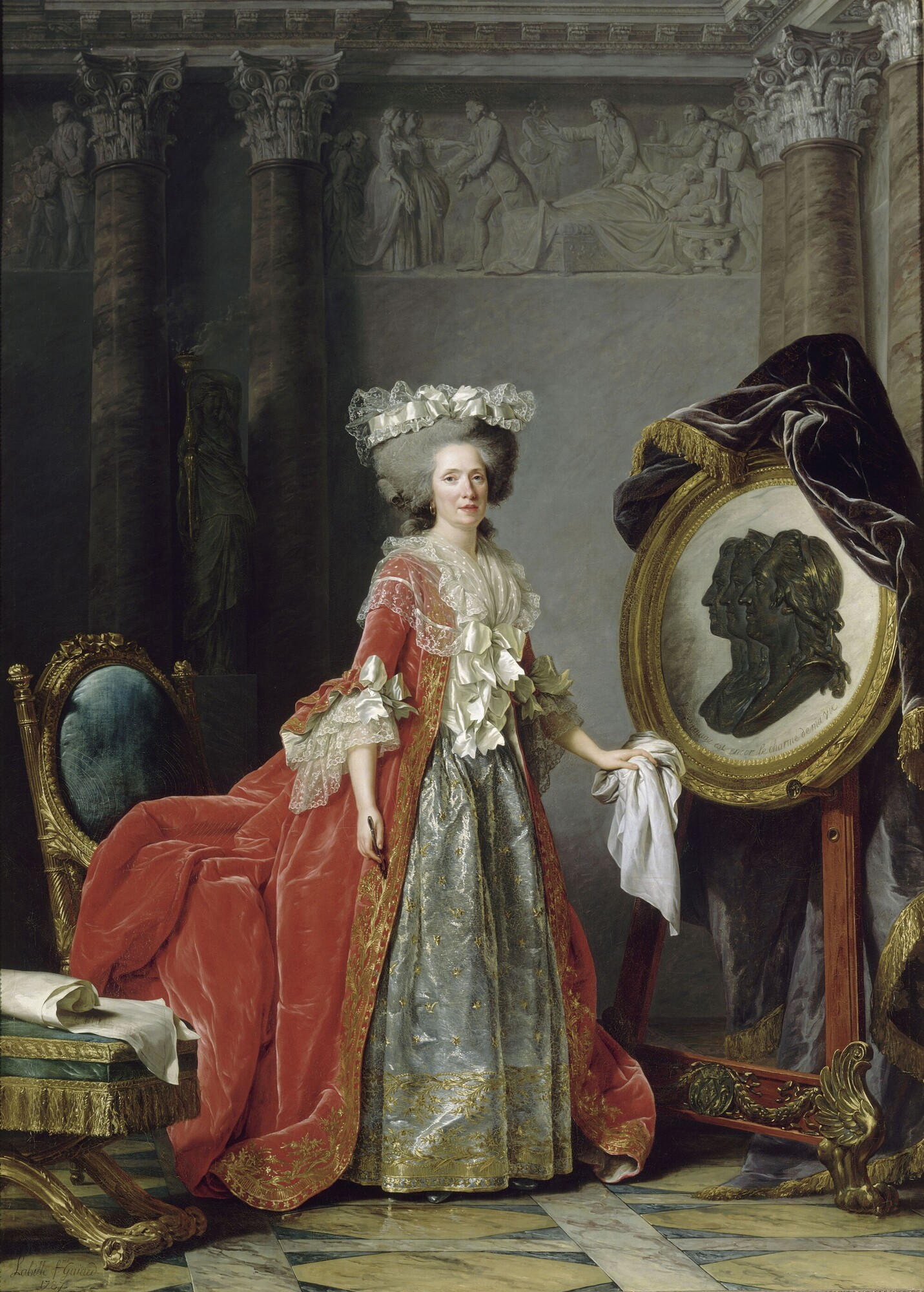
Adelaide di Francia.

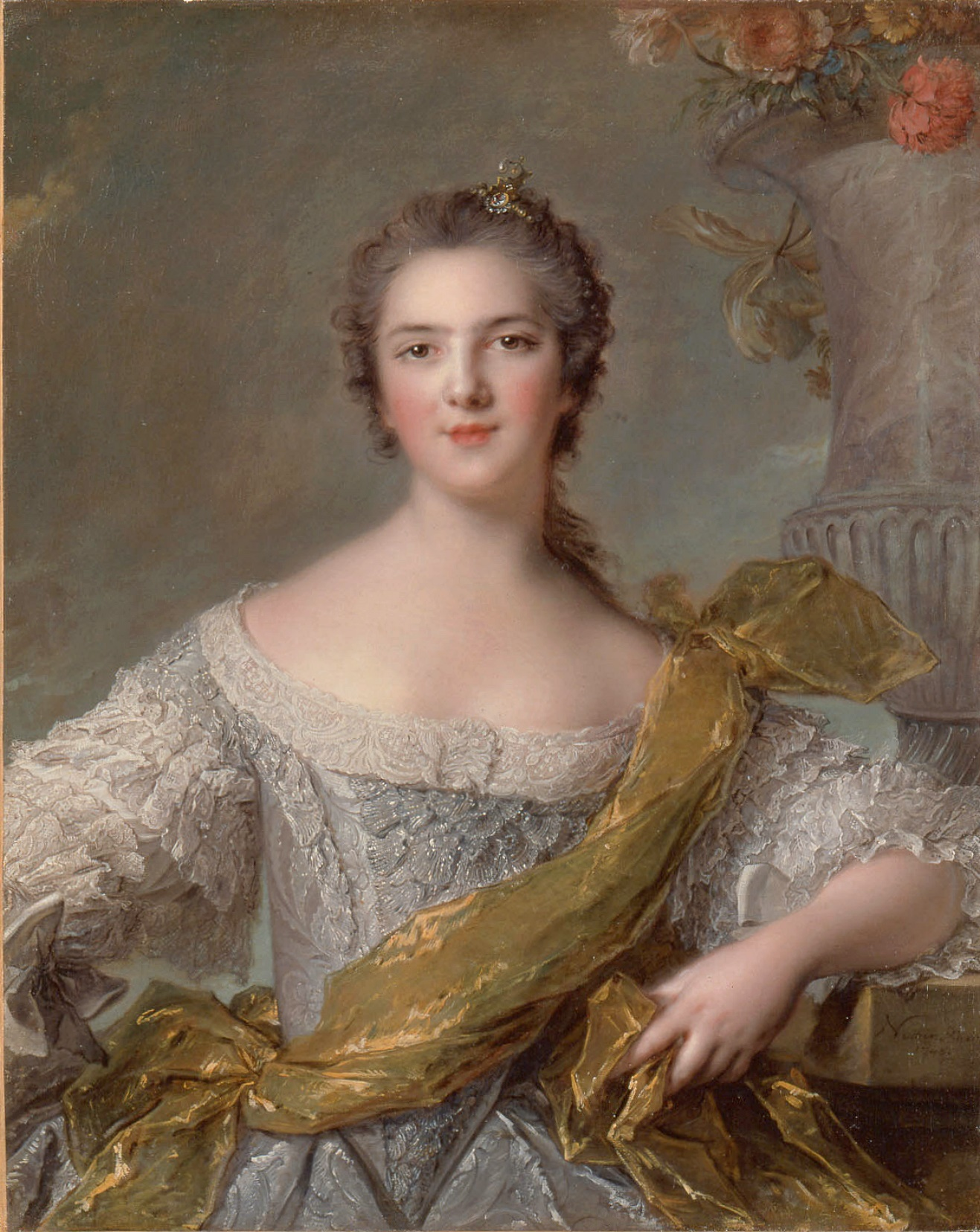
Vittoria di Francia.

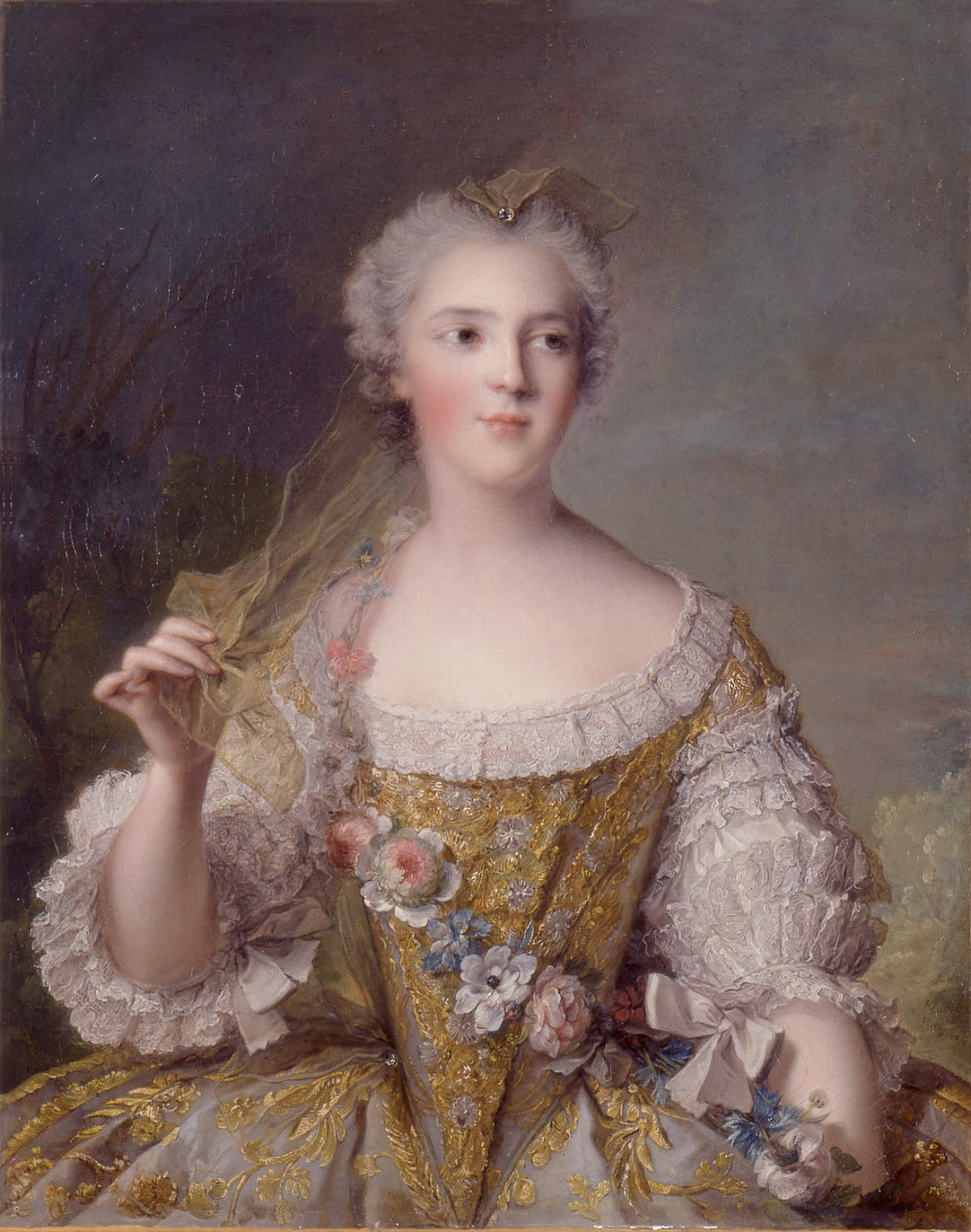
Sofia di Francia.

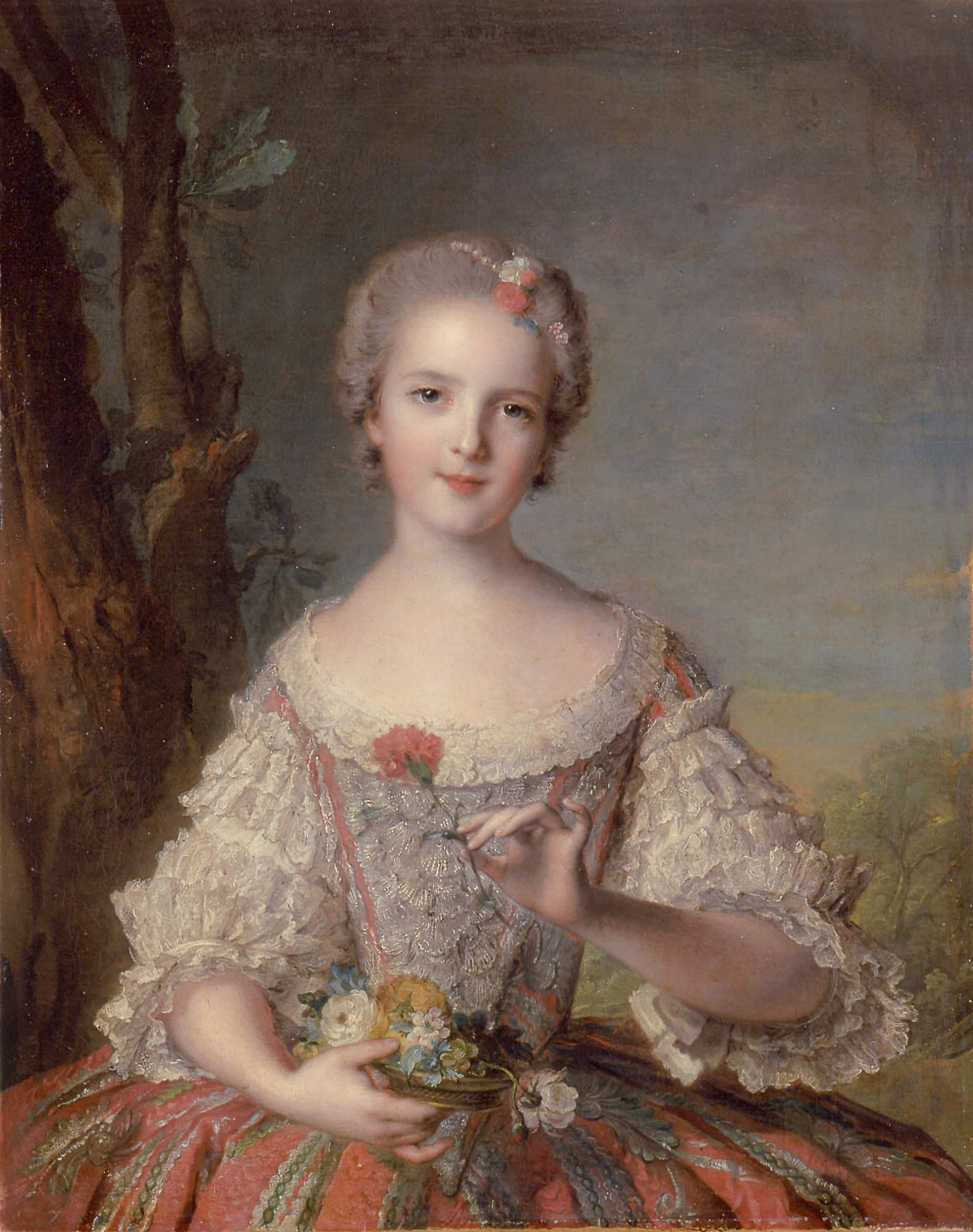
Luisa Maria di Francia.

Mesdames ([mɛdam], Mie Signore) è una forma di indirizzo per diverse donne adulte. Nel XVIII secolo, Mesdames de France era utilizzato per designare le figlie di Luigi XV di Francia, molte delle quali vissero alla corte reale e non si sposarono mai.

## Filles de France
Al contrario di altre figlie nubili della nobiltà che erano nate demoiselles, le principesse che erano figlie di un re di Francia nascevano con il rango e il titolo di "dame."
Ad una figlia di Francia (fille de France) ci si riferiva come Madame, seguito dal nome di battesimo o dal titolo se ella ne aveva uno. Il trattamento era lo stesso con la sola eccezione che con la maggiore, non era necessario aggiungere il nome, e la semplice denominazione "Madame" sufficiente a designarla.
Le cognate del re avevano un trattamento simile. Quando ce n'era una (ciò era il caso di Luigi XIV di Francia e Luigi XVI di Francia ma non per Luigi XV, che fu l'unico fratello sopravvissuto), alla prima delle filles de France era dato il titolo di "Madame Royale."

## Un gruppo particolare
L'appellativo di "Mesdames" è rimasto nella storia a causa di circostanze particolari genealogiche, politiche e strategiche che costrinsero molte delle otto figlie che Luigi XV ebbe da Maria Leszczyńska a rimanere alla corte di Francia, tra cui:
- Marie Louise Élisabeth de France (1727 - 1759), Madame
- Henriette Anne de France (1727 - 1752), sua gemella, intitolata Madame Seconde, poi Madame dopo il matrimonio della sorella gemella
- Marie Louise de France (1728 - 1733), Madame Troisième, poi Madame Louise
- Marie Adélaïde de France (1732 - 1800), Madame Quatrième, poi Madame Troisième, poi Madame Adélaïde e infine Madame, dopo la morte di Madame Henriette
- Marie Louise Thérèse Victoire de France (1733 - 1799), Madame Quatrième, poi Madame Victoire
- Sophie Philippine Élisabeth Justine de France (1734 - 1782), Madame Cinquième poi Madame Sophie
- Marie Thérèse Félicité de France (1736 - 1744), Madame Sixième, poi Madame Thérèse
- Louise Marie de France (1737 - 1787), Madame Septième o Dernière, poi Madame Louise

### A Versailles
Per economizzare sul loro mantenimento a corte, e per evitare che la regina, sostenuta dalle figlie, avesse troppa influenza a corte, le ultime quattro principesse furono allevate lontano dalla corte, a Poitou nell'Abbazia di Fontevrault dal 1738 al 1750, dove trascorsero i loro anni della formazione prima di ritornare a Versailles. Madame Thérèse non tornò a Versailles, e anche Madame Louise dopo un primo ritorno a corte preferì continuare a vivere monasticamente nell'Carmel de Saint-Denis.